# Apolena
Apolena je ženské křestní jméno řeckého původu. Jedná se o českou variantu řeckého jména Apolonie. Jeho význam je „dívka zasvěcená bohu Apollonovi“. nebo přeneseně „nositelka světla" , „dívka světla" či „světlodárná" Může se vykládat ze slova apelo síla. Další variantou je Apollonia i Apola.
V českém občanském kalendáři má svátek 9. února.

## Domácké podoby
Apola, Apolenka, Lena, Apča, Poly, Polka, Apka, Apuše, Apička, Apuška, Apušenka, Apolka, Apušinka, Apolenečka, Api, Lenka, Leny, Polenka, Polinka, Apolinka

## Statistické údaje
Následující tabulka uvádí četnost jména v ČR a pořadí mezi ženskými jmény ve srovnání dvou roků, pro které jsou dostupné údaje MV ČR – lze z ní tedy vysledovat trend v užívání tohoto jména:
| Rok       | Četnost    | Pořadí      |
| 1999      | 200        | 424.        |
| 2002      | 203        | 424.        |
| Porovnání | o 3 více   | žádná změna |
| 2006      | 249        | 459.        |
| 2016      | 650        | 485.        |
| Porovnání | o 401 více | o 26 hůře   |

Změna procentního zastoupení tohoto jména mezi žijícími ženami v ČR (tj. procentní změna se započítáním celkového úbytku žen v ČR za sledované tři roky 1999-2002) je +2,3%.

## Apolena v jiných jazycích
- Slovensky: Apolónia nebo Apoliena
- Německy, anglicky: Apollonia
- Francouzsky: Apollonie nebo Apolline
- Rusky: Apolonija
- Polsky, srbsky: Apolonia
- Maďarsky: Apolka nebo Apollónia

## Známé nositelky
- Svatá Apolena z Alexandrie
- Apolena Rychlíková, česká dokumentaristka
- Apolena Veldová, česká herečka
- Apolonia Gojawiczyńska, polská spisovatelka